# Речная (Челябинская область)
Речна́я — упразднённый в 2023 году посёлок железнодорожной станции в Саткинском районе Челябинской области России. Входил в состав Саткинского городского поселения. 

## География
Через посёлок протекает река Большая Сатка.
Уличная сеть посёлка состоит из 1 улицы.

## История
Населённый пункт появился при строительстве железной дороги. В селении жили семьи тех, кто обслуживал железнодорожную инфраструктуру. 
Упразднён официально в 2023 году Законом Челябинской области от 01.02.2023 № 764-ЗО "О внесении изменений в Закон Челябинской области «О статусе и границах Саткинского муниципального района, городских и сельских поселений в его составе».

## Население
| 2002 | 2010 |
| ---- | ---- |
| 55   | ↘33  |

По данным Всероссийской переписи, в 2010 году численность населения посёлка составляла 33 человека (17 мужчин и 16 женщин).

## Транспорт
Находится одноимённая железнодорожная станция Южно-Уральской железной дороги.
Доступен автомобильным транспортом. 